# ザ・スリー・サウンズ
ザ・スリー・サウンズ（The Three Sounds または The 3 Sounds）は、アメリカ合衆国のジャズ・アンサンブル（ピアノ・トリオ）。
レスター・ヤングやルー・ドナルドソン、ナット・アダレイ、ジョニー・グリフィン、アニタ・オデイ、バッキー・ピザレリ、スタンリー・タレンタイン、ソニー・スティットらと共演して録音を行う。
1956年にミシガン州ベントン・ハーバーにて「フォー・サウンズ（Four Sounds）」として結成。当初は、ピアノのジーン・ハリスとダブルベースのアンディ・シンプキンス、ドラムスのビル・ダウディのほかに、サクソフォーンのロニー・ウォーカーがいたが、翌1957年にウォーカーが脱退。グループはまずワシントンD.C.に、次いでニューヨーク・シティに移動し、後者において「ザ・スリー・サウンズ」として活動に入る。リバーサイド・レコードと契約を結ぶが、後にブルーノート・レコードと専属契約を結んだ。1958年から1962年にかけて後者より9枚のLPを発表する。この間にアメリカ国内で演奏ツアーを行い、米国中のジャズ・クラブに多くの支持者を産み出した。後にライムライト・レーベルやヴァーヴ・レコードからもアルバムを発表した。1973年解散。

## ディスコグラフィ

### アルバム
- Introducing the 3 Sounds (1958年、Blue Note)
- Introducing the 3 Sounds Vol. 2 (1958年、Blue Note)
- Branching Out (1958年、Riverside) ※with ナット・アダレイ
- Bottoms Up! (1959年、Blue Note)
- LD + 3 (1959年、Blue Note) ※with ルー・ドナルドソン
- Good Deal (1959年、Blue Note)
- Moods (1960年、Blue Note)
- Feelin' Good (1960年、Blue Note)
- It Just Got to Be (1960年、Blue Note)
- Blue Hour (1960年、Blue Note) ※with スタンリー・タレンタイン
- Here We Come (1961年、Blue Note)
- Hey There (1961年、Blue Note)
- Babe's Blues (1961年、Blue Note)
- Out of This World (1962年、Blue Note)
- Black Orchid (1962年、Blue Note)
- Blue Genes (1962年、Verve)
- Anita O'Day & the Three Sounds (1963年、Verve) ※with アニタ・オデイ
- The Three Sounds Play Jazz on Broadway (1963年、Mercury)
- Some Like It Modern (1963年、Mercury)
- Live at the Living Room (1964年、Mercury)
- Three Moods (1964年、Limelight)
- Beautiful Friendship (1965年、Limelight)
- Today's Sounds (1966年、Limelight)
- Vibrations (1966年、Blue Note)
- Live at the Lighthouse (1967年、Blue Note)
- Coldwater Flat (1968年、Blue Note)
- Elegant Soul (1968年、Blue Note)
- Soul Symphony (1969年、Blue Note)
- The 3 Sounds (1971年、Blue Note) ※ジーン・ハリス名義
- Live at the 'It Club' (1996年、Blue Note) ※1970年録音
- Live at the 'It Club' Volume 2 (1996年、Blue Note) ※1970年録音
- Standards (1998年、Blue Note) ※1959年、1962年録音

(出典: )